# Rockefeller-Stiftung

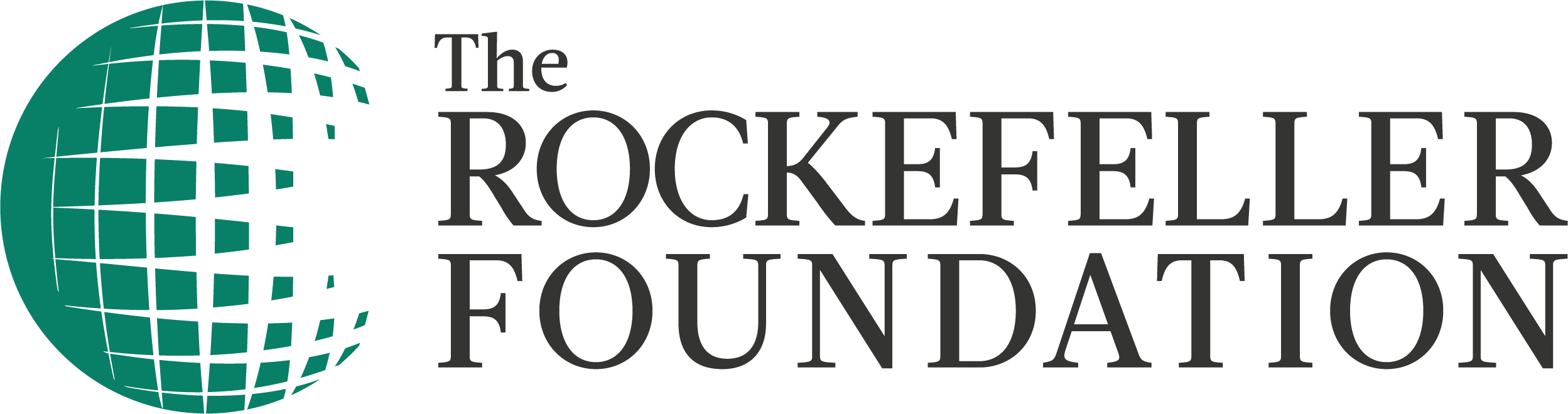
Das Logo der Rockefeller-Stiftung

Die Rockefeller-Stiftung (englisch Rockefeller Foundation) ist eine in New York City beheimatete Organisation. Sie wurde von John D. Rockefeller mit dem Zweck gegründet, das „Wohl der Menschheit auf der ganzen Welt“ zu fördern.

## Geschichte
Am 14. Mai 1913 genehmigte New Yorks damaliger Gouverneur William Sulzer die Satzung der Stiftung.
- Gründungsmitglieder: John D. Rockefeller, John D. Rockefeller, Jr., Frederick Taylor Gates, Harry Pratt Judson, Simon Flexner, Starr J. Murphy, Jerome D. Greene, Wickliffe Rose und Charles 0. Heydt.
- Vorstand: Vorsitzender: John D. Rockefeller, Jr.; Präsident: George E. Vincent; Sekretär: Edwin R. Embree; Schatzmeister: L. G. Myers; Rechnungsprüfer: Robert H. Kirk; assistant Schatzmeister: Landon Minor Dashiell;
- Mitglieder: Wallace Buttrick, Simon Flexner, Harry Emerson Fosdick, Frederick T. Gates, A. Burton Hepburn, Charles E. Hughes, Harry Pratt Judson, Starr J. Murphy, John D. Rockefeller, John D. Rockefeller, Jr., Wickliffe Rose, Julius Rosenwald, Martin A. Ryerson, Frederick Strauss, George E. Vincent.

Das Stiftungsvermögen betrug 101.324.576,78 $ und war mit der Carnegie-Stiftung die größte in Amerika. Sie wurde der Lebensinhalt von John D. Rockefeller, Jr.
Arbeitsfelder sind:
- Landwirtschaft
- Kultur
- Erziehung
- Gesundheit
- Institute of Medical Research (RIMR) to research the causes, prevention and cures of disease. Heute: The Rockefeller University
- Naturwissenschaft
- Frieden und Konflikte
- Sozialwissenschaften
- Politik

Über die Jahre hat die Organisation zur Förderung des öffentlichen Gesundheitswesens und der medizinischen Ausbildung, des wissenschaftlichen Fortschritts und der Sozialforschung beigetragen, sie hat sich eingesetzt für eine Steigerung der Nahrungsmittelproduktion, für Kunst und Kultur und viele andere Bereiche des öffentlichen Lebens rund um den Erdball.
Ende des Jahres 2001 wurde das Vermögen auf ca. 3,1 Milliarden US-Dollar geschätzt.
Eine für Deutschland wichtige Unterorganisation war die Abraham-Lincoln-Stiftung (ALS), die in der Weimarer Zeit viele hervorragende Wissenschaftler zu ihren Mitgliedern zählte, Stipendien an begabte Nachwuchskräfte vergab und allgemein den demokratischen Gedanken im Bildungswesen fördern wollte. Dabei gab es auch schwere Fehlgriffe. Von 1932 bis 1935 finanzierte die Stiftung unter anderem die Zwillingsforschungen des Otmar Freiherr von Verschuer am Kaiser-Wilhelm-Institut für Anthropologie, menschliche Erblehre und Eugenik in Berlin. Der nationalsozialistische Publizist Giselher Wirsing hatte in jungen Jahren ein ALS-Stipendium für einen längeren Amerika-Aufenthalt erhalten. Nach der Rückkehr entwickelte er sich zu einem der aggressivsten Antiamerikaner in der NS-Publizistik, wobei er sich aufgrund seiner Reise als Fachmann gerierte. Er behielt diese Linie lebenslang bei, auch später bei Christ und Welt.

## Das Bellagio Center

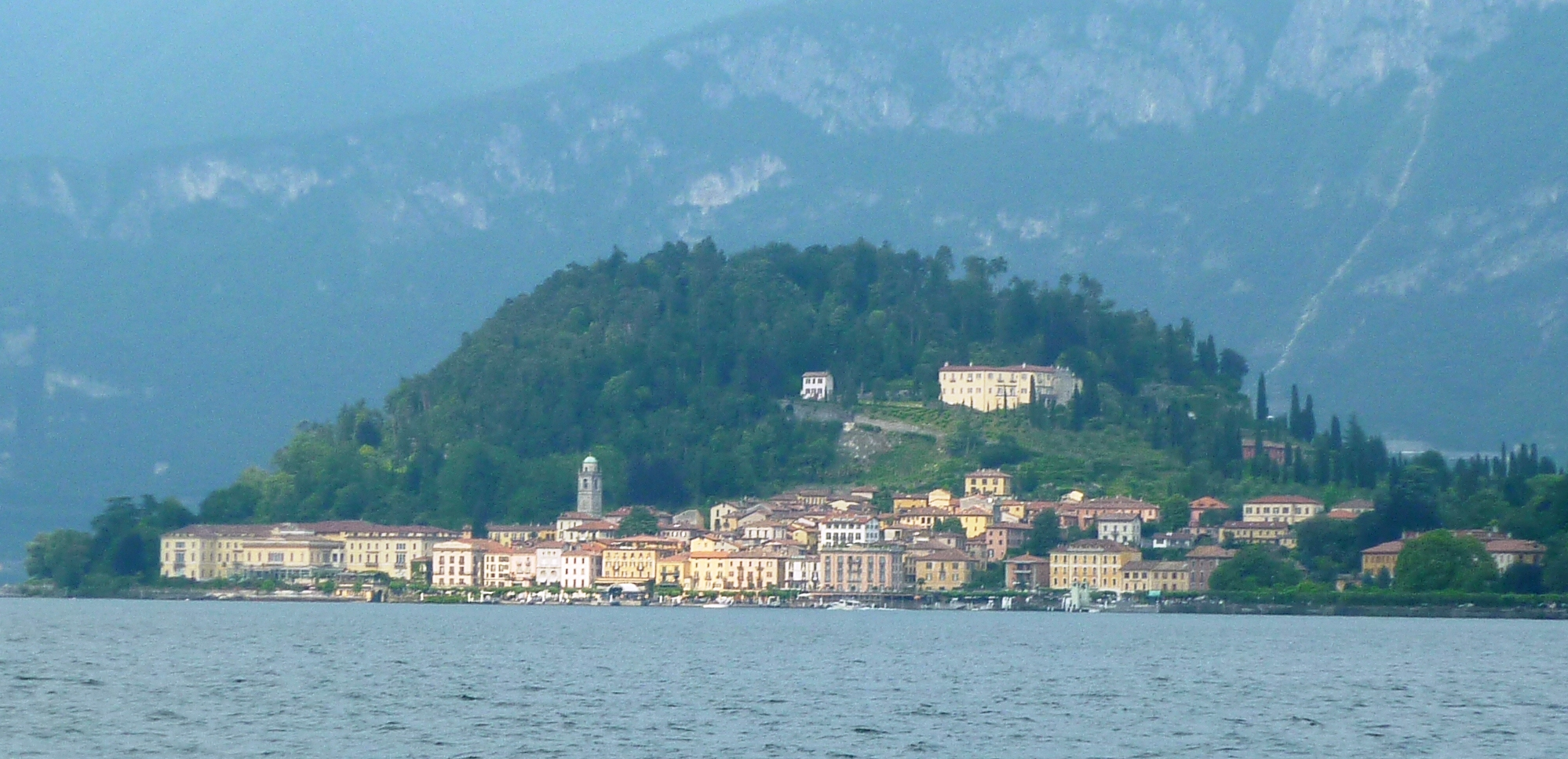
Villa Serbelloni über Bellagio

Die Stiftung ist auch Eigentümerin und Betreiberin des Rockefeller Foundation Bellagio Center in der Villa Serbelloni in Bellagio, Italien. Das Anwesen wurde der Stiftung 1950 vermacht. Dazu gehört auf einem ca. 200.000 m² großen Grundstück auf der Spitze der Halbinsel am Comer See das Hauptgebäude mit Ein- bzw. Zweizimmerwohnungen, einer Bibliothek mit angeschlossenem Aufenthaltsraum, einem Frühstücksraum und Speisesaal mit weitläufiger Außenterrasse. Kleine Bauten im Wald mit Internetanschluss sind als Forschungsräume für die Gäste eingerichtet. In einem zweiten Gebäudekomplex direkt am See, der im September 2001 eröffnet wurde, stehen den Gästen Appartements und Tagungsräume zur Verfügung.
Im Bellagio Center wird sowohl ein Konferenz- als auch ein Residenzprogramm durchgeführt. Geistes- und Naturwissenschaftler, Künstler, Schriftsteller, Musiker und Politiker der ganzen Welt können sich bei der Stiftung um einen Aufenthalt von zwei bis zu sechs Wochen bewerben.

## Vorwurf unethischer Menschenversuche
Im Januar 2019 entschied ein US-Richter, dass sich die Stiftung neben dem Pharmakonzern Bristol-Myers Squibb und der Johns Hopkins University für Versuche vor Gericht verantworten wird müssen, bei denen ab den 1940er Jahren nicht informierte Menschen in Guatemala mit Syphilis oder anderen Geschlechtskrankheiten infiziert worden waren, um die Wirksamkeit von Penicillin zu testen. Aufgedeckt wurden die Versuche 2010 von der Professorin Susan Reverby vom Wellesley College, sie war auf Notizen von John Charles Cutler gestoßen, einem 2003 gestorbenen Spezialisten für Geschlechtskrankheiten. Cutler hatte die Versuchsreihe zeitweise geleitet und mit Kollegen die Tests in Guatemala an Soldaten, psychisch Kranken, Prostituierten und verurteilten Straftätern vorgenommen.